# Alexander Maria Virgolini
Alexander Maria Virgolini (* 12. Juni 1964 in Innsbruck) ist ein österreichischer Schauspieler.

## Karriere
Seine Ausbildung erhielt er an der Schauspielschule Innsbruck und hatte darauf gleich eine Vielzahl von Bühnenengagements, größtenteils bei den Tiroler Volksschauspielen, wo er in Um Haus und Hof, Teufelsbraut, Arsen und Spitzenhäubchen, Herr Puntila und sein Knecht oder Judas von Tirol mitwirkte.
Seit Beginn der 1990er Jahre ist er ebenfalls in Film- und Fernsehproduktionen aktiv, z. B. als Kommissar Luca Fini in der Kriminalserie Die Wache unter Regie von Monika Zinnenberg oder als Priester Scherwitz in der bereits abgeschlossenen ZDF-Seifenoper Jede Menge Leben.
Virgolini war zudem öfters in Gastauftritten bei Fernsehserien, wie Unser Charly oder Happy Holiday zu sehen und spielte auch in Weißblaue Wintergeschichten mit.

## Filmografie
- 1993: Geheimnisse (9. Episode der Fernsehserie Happy Holiday, Regie: Heidi Kranz)
- 1995: Drei Frauen und (k)ein Mann (Regie: Hans-Jürgen Tögel)
- 1995: Sterne des Südens (Fernsehserie, Regie: Berengar Pfahl)
- 1998–1999: Die Wache (Fernsehserie, Regie: Monika Zinnenberg, Ulli Baumann)
- 2001: Dicke Luft (77. Episode der Fernsehserie Unser Charly, Regie: Franz-Josef Gottlieb)
- 2001: Club der starken Frauen – Die rote Meile (Fernsehserie, Regie: Wolfgang Münstermann)
- 2002: Weißblaue Wintergeschichten (Fernsehserie, Regie: Bettina Braun)

## Theater
- Um Haus und Hof (Tiroler Volksschauspiele Telfs)
- Poltern (Dramatikerfestival Innsbruck)
- Teufelsbraut (Tiroler Volksschauspiele Telfs)
- Liliom (Tiroler Landestheater)
- Arsen und Spitzenhäubchen (Tiroler Volksschauspiele Telfs)
- Ein Jedermann (Tiroler Unterland)
- Kein Platz für Idioten (Tiroler Volksschauspiele Telfs)